# 夢のせい
『夢のせい』（ゆめのせい）は、日本のヒップホップソロMC、LITTLEのメジャー5枚目のシングルである。発売元はBMG JAPAN。

## 概要
- 当初は2007年9月19日に発売予定だったが、10月10日に発売が延期された。
- BMG JAPAN所属となってから2枚目のシングルで、前作発売から約3か月でのリリースとなる。
- 「夢のせい」のプロモーションビデオは、今井美樹の「PRIDE」やDREAMS COME TRUEの「何度でも」などで知られる中野裕之監督が手がけ、北乃きいが出演している。

## 収録曲
1. 夢のせい
Produced Arranged & Track by NAOKI-T
2. MIC MAN SOUL feat. Q-RIPPER from MADHAND
Track Produced by DIORI a.k.a D-ORIGINU
3. & JOYRIDE 
Track Produced by TAICHI MASTER

## タイアップ
- 「夢のせい」、テレビ東京系「元祖!でぶや」10月〜12月度エンディング・テーマ。

## 楽曲の収録アルバム
- 『"Yes"rhyme-dentity』（夢のせい）